# Vaporetto

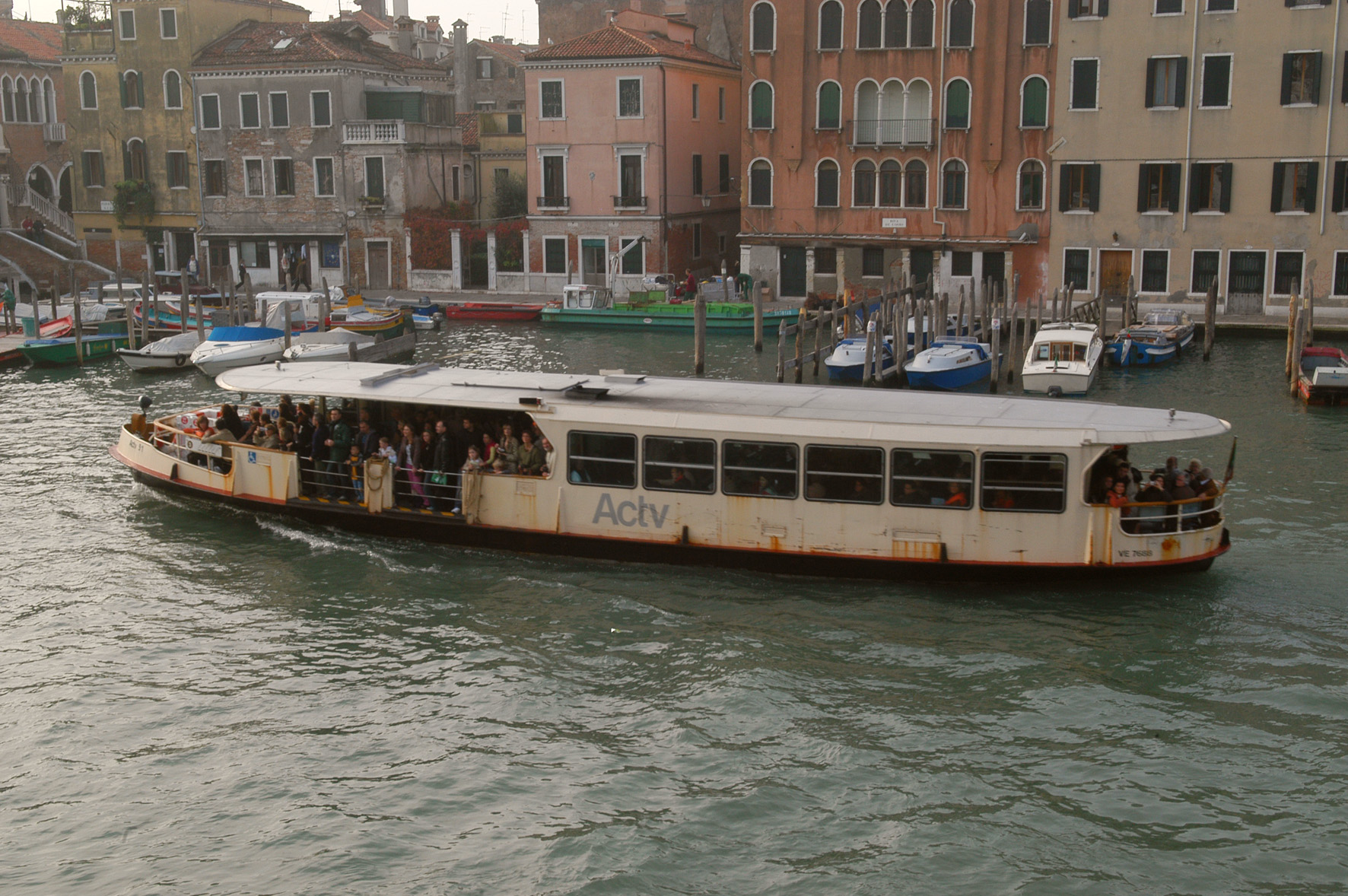
Vaporetto venecià

El vaporetto és un tipus d'embarcació usada a Venècia com a mitjà de transport públic, degut a la particular conformació de la ciutat, que disposa de canals navegables en comptes de carrers.

## Història
El transport públic a la ciutat de Venècia neix l'any 1881 amb la construcció del Regina Margherita, per l'empresa Azienda del Consorzio Trasporti Veneziano (ACTV). Avui dia, gairebé tots els vaporettos de Venècia pertanyen a ACTV, que gestiona el transport públic de la ciutat per a la part terrestre i per a la de navegació.

## Característiques
Encara que en l'actualitat tots són impulsats per motors dièsel, originàriament funcionaven amb vapor (d'aqui el seu nom). Introduïts al segle xx, la seva característica principal era ser embarcacions d'un sol pis, obertes a proa i amb el pont situat al centre, en una posició lleugeramente arquejada. Només circulen als canals amples; als canals estrets s'utilitzen petites embarcacions motoritzades o per als turistes les góndoles.
Últimament s'han implantat nous models, coneguts com la sèrie 90, que generen un menor moviment de l'aigua. Aquest canvi va ser necessari per a limitar l'onatge, que desestabilitzava les fonaments dels edificis al marge dels canals. S'està desenvolupant un vaporetto a l'hidrogen, menys pol·luint i més silenciós. El primer prototip l'Accadue s'ha presentat el 2013, i s'espera començar el servei regular el 2015.